# Косар (Сьюдад-Реаль)
Косар (ісп. Cózar) — муніципалітет в Іспанії, у складі автономної спільноти Кастилія-Ла-Манча, у провінції Сьюдад-Реаль. Населення — 1238 осіб (2010).
Муніципалітет розташований на відстані близько 200 км на південь від Мадрида, 85 км на південний схід від Сьюдад-Реаля.

## Демографія
Динаміка населення (INE ):